# Winx Club: El secreto del reino perdido
Winx Club: El secreto del reino perdido (en italiano: Winx Club: Il segreto del regno perduto) es una película de animación CGI italiana basada en la serie de televisión Winx Club, cuyos sucesos tienen lugar después del final de la tercera temporada. 
La película se estrenó el 30 de noviembre de 2007 en los cines italianos. La película fue lanzada en DVD en Italia en marzo de 2008. Fue estrenada en España el 19 de diciembre de 2008, y en Latinoamérica el 13 de junio de 2012 por Nickelodeon. 
Actualmente es la única película de Winx Club estrenada tanto en España como en Latinoamérica.

## Sinopsis
La historia comienza poco después de la tercera temporada con Valtor derrotado y la dimensión mágica segura, por el momento. Un narrador invisible comienza a relatar la historia de una chica que descubrió que era un hada y una princesa, cuyo nombre es Bloom. La historia relata sólo el comienzo, ya que el final, ella lo tiene que escribir.
La escena cambia para mostrar seis misteriosas extrañas, las Winx: Bloom, Stella, Flora, Musa, Tecna y Aisha. Bloom y sus amigas están en busca de los padres biológicos de Bloom: el rey Oritel y la reina Marion, reyes de Domino, quienes podrían cambiar su vida para siempre. Las Winx tienen como objetivo la Dimensión Obsidiana. Ahí tendrán que buscar más pistas para saber el paradero de los padres de Bloom, pero se encuentran con Mandrágora, y por una trampa suya, las Winx quedan atrapadas en la prisión de las Tres Antiguas Hechiceras.
Las Winx van perdiendo energía, pero Bloom resiste, hasta que descubre lo inimaginable: una estatua de su padre empuñando la espada del rey, que en realidad era su mismísimo padre. Bloom se entera de que las Tres Antiguas Hechiceras habían hecho esto. Pero a base de engaños de las Antiguas Hechiceras, Bloom intenta destruir la espada para poder liberar a su padre, pero al intentarlo, Sky la toma, y eso lo deja inconsciente. Bloom piensa lo peor, hasta que Sky despierta y con la espada, atraviesa a las Antiguas Hechiceras y a Mandrágora y desaparecen junto con la Dimensión Obsidiana, cumpliendo así la profecía escrita para Bloom, la cual decía que un rey sin corona salvaría a otro rey y restauraría el reino perdido. El rey Oritel es liberado de su prisión de piedra. Domino es restaurado como si no hubiera pasado nada, y todo lo que estaba congelado vuelve a la normalidad. Y la reina Marion es liberada de la espada del rey Oritel, cuya espada fue la única salvación para la reina.
Al final, en el palacio de Domino, se celebra el renacimiento del reino, y la llegada de la nueva princesa. Todos sus amigos se encuentran allí, las Winx, los especialistas, el rey Erendor y su esposa, el rey Radius y la reina Luna, Mike y Vanessa (padres adoptivos de Bloom), entre otras personas; además el príncipe, ahora rey, Sky le pide matrimonio a Bloom. Y la película termina con el narrador invisible que era el narrador del libro de las familias de Domino, el cual relata como se formó la nueva Compañía de la Luz. Y ahí llega el fin. Pero en eso aparecen las Tres Antiguas Hechiceras, quienes fueron liberadas de la prisión de la Dimensión Obsidiana, y para su ayuda, aparecen las Trix, sus descendientes.

## Doblaje
| Personaje                                  | Actor/Actriz original · Italia | Actor/Actriz de doblaje Estados Unidos | Actor/Actriz de doblaje · España | Actor/Actriz de doblaje · Venezuela |
| ------------------------------------------ | ------------------------------ | -------------------------------------- | -------------------------------- | ----------------------------------- |
| Bloom                                      | Letizia Ciampa                 | Molly Quinn                            | Carmen Podio                     | Melanie Henríquez                   |
| Stella                                     | Perla Liberatori               | Amy Gross                              | Marta Sainz                      | Ivette García                       |
| Flora                                      | Ilaria Latini                  | Alejandra Reynoso                      | Silvia Sarmentera                | Ivanna Ochoa                        |
| Musa                                       | Gemma Donati                   | Romi Dames                             | Pilar Martín                     | María José Estévez                  |
| Tecna                                      | Domitilla D'Amico              | Morgan Decker                          | Mar Bordallo                     | Yasmil López                        |
| Aisha (Layla en españa y en otros países). | Laura Lenghi                   | Keke Palmer                            | Diana Torres                     | Judith Noguera                      |
| Sky                                        | Marco Vivio                    | Matt Shively                           | Juan Navarro Torrelló            | Jesús Hernández                     |
| Brandon                                    | Gianfranco Miranda             | Adam Gregory                           | David Robles                     | José Méndez                         |
| Helia                                      | Leonardo Graziano              | David Faustino                         | Rafa Romero                      | Héctor Indriago                     |
| Riven                                      | Emiliano Coltori               | Sam Riegel                             | Pablo Sevilla                    | Ledner Belisario                    |
| Timmy                                      | Davide Perino                  | Charlie Schlatter                      | Adolfo Moreno                    | Jesús Nunes                         |
| Faragonda                                  | Emanuela Rossi                 | Kari Wahlgren                          | Marisa Marco                     | Valentina Toro                      |
| Daphne                                     | Roberta Pellini                | Elizabeth Gillies                      | Yolanda Gil                      | Stefany Villarroel                  |
| Hagen                                      | Rodolfo Bianchi                | Victor Brandt                          | Héctor Cantolla                  | Rubén León                          |
| Lord Bartelby / Narrador                   | Gabriele Lavia                 | Michael Bell                           | Juan Antonio Gálvez              | Sergio Pinto                        |

## Estrenos mundiales
| País            | Nombre                                                              | Fecha                     | Estudios                                                       |
| --------------- | ------------------------------------------------------------------- | ------------------------- | -------------------------------------------------------------- |
| Italia          | Il segreto del regno perduto                                        | 30 de noviembre del 2007  | 01 Distribution                                                |
| Turquía         | Kayıp Krallığın Sırrı                                               | 22 de febrero del 2008    | Filma LTD                                                      |
| Eslovaquia      | Tajomstvo Stratenej Ríše                                            | 28 de febrero del 2008    |                                                                |
| Hungría         | Az Elveszett Királyság Titka                                        | 28 de febrero del 2008    |                                                                |
| Rumania         | Secretul regatului pierdut                                          | 29 de febrero del 2008    |                                                                |
| República Checa | Tajemství Ztracené Říše                                             | 13 de marzo del 2008      |                                                                |
| Portugal        | O segredo do reino perdido                                          | 13 de marzo del 2008      | Zon Lusomundo Audiovisuais                                     |
| Bélgica         | FR: Le Secret du Royaume Perdu NL: Het Geheim van het Verloren Rijk | 26 de marzo del 2008      | Nickelodeon, Independent Films                                 |
| Francia         | Le Secret du Royaume Perdu                                          | 2 de abril del 2008       | Rezo Films                                                     |
| Países Bajos    | Het Geheim van het Verloren Rijk                                    | 16 de abril del 2008      | Nickelodeon, Independent Films                                 |
| Israel          | סוד הממלכה האבודה                                                   | 17 de julio del 2008      |                                                                |
| Alemania        | Das Geheimnis des Verlorenen Königreichs                            | 4 de septiembre del 2008  |                                                                |
| Singapur        | The Secret of the Lost Kingdom                                      | 20 de noviembre del 2008  | Shinen Animation                                               |
| Austria         | Das Geheimnis des Verlorenen Königreichs                            | 21 de noviembre del 2008  |                                                                |
| Lituania        | Paslaptis Prarastas Karalystė                                       | 5 de diciembre del 2008   | TriStar Pictures                                               |
| Polonia         | Tajemnica Zaginionego Królestwa                                     | 5 de diciembre del 2008   | SPI International Polska                                       |
| España          | El secreto del reino perdido                                        | 19 de diciembre del 2008  | Filmax Animation                                               |
| Cataluña        | El secret del regne perdut                                          | 19 de diciembre del 2008  | Filmax Animation                                               |
| Suecia          | Hemligheternas Slott                                                | 2 de abril del 2010       | Scanbox Entertainment Sweden                                   |
| Finlandia       | Salaisuuksien Linna                                                 | 16 de abril del 2010      | Scanbox Entertainment Finland                                  |
| Noruega         | Kongerikets Hemmelighet                                             | 16 de abril del 2010      | Scanbox Entertainment Norway                                   |
| Dinamarca       | Det Fortabte Kongerige                                              | 29 de abril del 2010      | Scanbox Entertainment Denmark                                  |
| Rusia           | Тайна затерянного королевства                                       | 8 de julio del 2010 (DVD) |                                                                |
| Estonia         | Kadunud Kuningriigi Saladus                                         | 4 de septiembre del 2010  |                                                                |
| Grecia          | Το Μυστικό του Χαμένου βασιλείου                                    | 9 de septiembre del 2010  | Village Films                                                  |
| Letonia         | Noslēpums Aizmirsāt Karalistes                                      | 29 de octubre del 2010    |                                                                |
| Indonesia       | Rahasia Kerajaan Yang Hilang                                        | 18 de noviembre del 2010  | Tripar Multivision Plus                                        |
| Australia       | The Secret of the Lost Kingdom                                      | 18 de noviembre del 2010  | ADV Films                                                      |
| Filipinas       | Ang Lihim ng Nawalang Kaharian                                      | 6 de septiembre del 2011  | GMA News TV, GMA Films, VIVA Films, ABS-CBN, Imus Porductions  |
| Japón           | 失われた王国の秘密                                                  | 29 de octubre del 2011    | Toei Animation, Toho, J.C.Staff                                |
| Estados Unidos  | The Secret of the Lost Kingdom                                      | 11 de marzo del 2012      | Atlas Oceanic Sound & Picture, Nickelodeon                     |
| Brasil          | O Segredo do Reino Perdido                                          | 13 de junio del 2012      | Nickelodeon Brasil                                             |
| Latinoamérica   | El Secreto del Reino Perdido                                        | 13 de junio del 2012      | Etcétera Group, Nickelodeon Latinoamérica                      |
| Corea del Sur   | 잃어버린 왕국의 비밀                                                | 2012                      | Korean Broadcasting System, CHAMP TV, Studio KAAB, Nickelodeon |
| Reino Unido     | The Secret of the Lost Kingdom                                      | 21 de julio del 2012      | E1 Entertainment, Nickelodeon                                  |

## DVD
La película ha sido lanzada a DVD en varios países como Italia, Suiza, Alemania, Estados Unidos, Canadá, Australia, España y México.
| Nombre                                  | Lanzamiento           | País   | Licencia          |
| --------------------------------------- | --------------------- | ------ | ----------------- |
| Winx Club: El secreto del reino perdido | 2009                  | España | Filmax Home Video |
| Winx Club: El secreto del reino perdido | 15 de agosto del 2014 | México | Paramount DVD     |